# Wopke Eekhoff

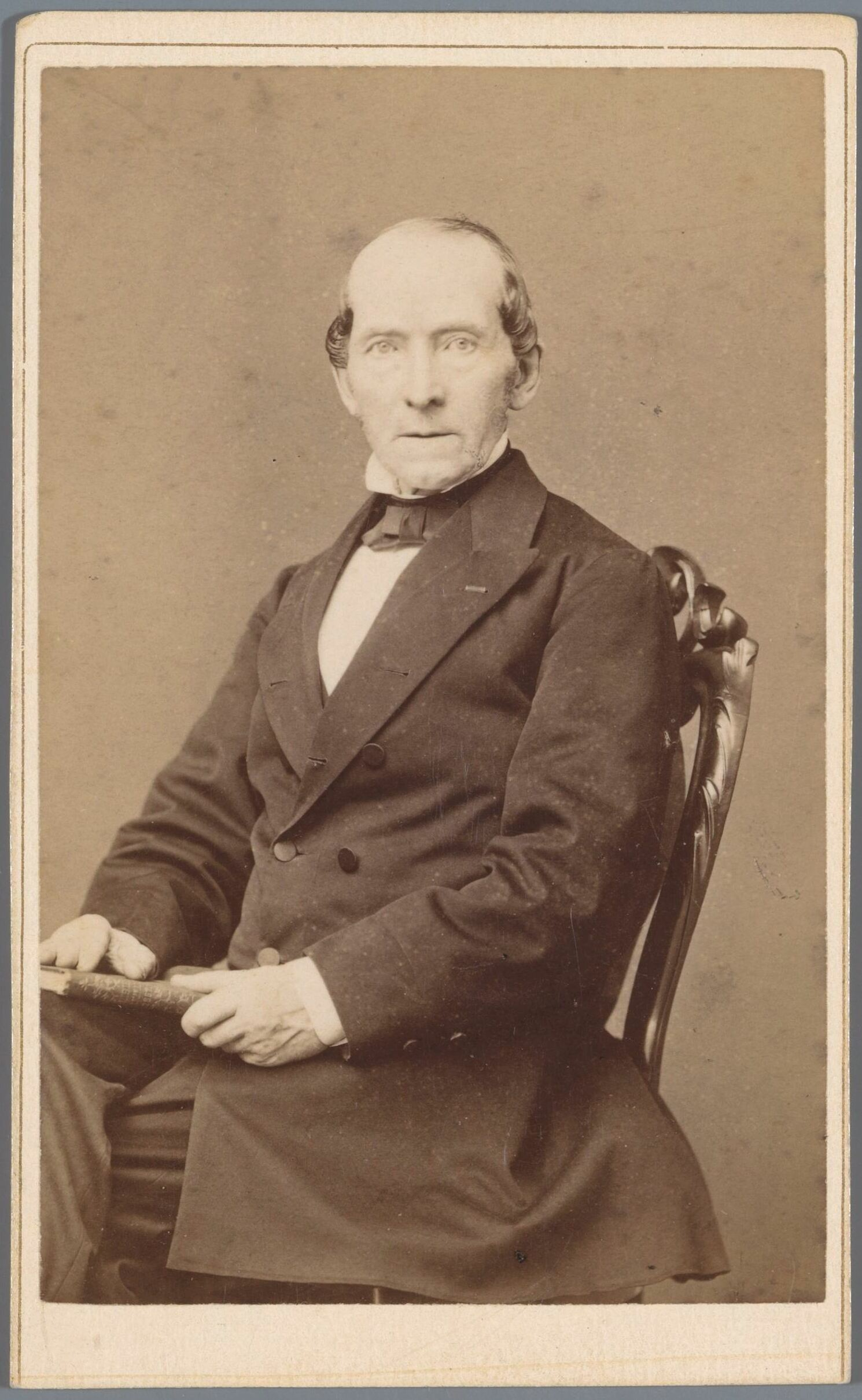
Wopke Eekhoff, 1877

Wopke Eekhoff (Leeuwarden, 2 maart 1809 – aldaar, 12 februari 1880) was een archivaris en uitgever te Leeuwarden. 

## Carrière
Bij zijn benoeming in 1838 was Eekhoff de eerste stadsarchivaris van Nederland. Naast zijn archief hield Eekhoff ook een boekenwinkel en een kleine uitgeverij bij. Na een prijs gekregen te hebben voor een werk, dat hij op twintigjarige leeftijd schreef, begon hij zijn boeken in eigen beheer uit te geven. Door zijn speurwerk werd bekend dat Saskia van Uylenburgh, de vrouw van Rembrandt, geen boerendochter uit een gehucht bij Amsterdam was, maar een kind van de burgemeester van Leeuwarden.

## Werken
Tot zijn bekendste werken behoren:
- Verzameling van Friesche spreekwoorden, gezegden, anecdoten, enz (1826)
- Nasporingen betrekkelijk de geschiedenis der voormalige Middelzee in Friesland (1834)
- Geschiedkundige beschrijving van Leeuwarden (1846) - ook digitaal beschikbaar
- Beknopte geschiedenis van Friesland (1851)
- Het leven van Eise Eisinga en geschiedenis van het Planetarium door hem van 1774 tot 1780 vervaardigd (1851)
- Nieuwe Atlas van de Provincie Friesland, enz (1854)